# قصه داوود و قمری
قصه داوود و قمری نام فیلمی تلویزیونی به کارگردانی آیدا پناهنده و تهیه‌کنندگی کیانوش عیاری است. این فیلم در بیست و نهمین جشنواره بین‌المللی فیلم فجر (بخش آثار ویدئویی) به نمایش درآمد. قصه داوود و قمری کاندیدای سیمرغ بهترین فیلم ویدئویی و بهترین کارگردانی برای آیدا پناهنده و کاندیدای بهترین فیلم‌نامه برای ارسلان امیری و آیدا پناهنده و کاندیدای بهترین بازیگر زن برای حدیث میرامینی شد که در نهایت آیدا پناهنده دیپلم افتخار بهترین کارگردانی را از آن خود کرد.
قصه داوود و قمری به عنوان نامزد دریافت جایزه در پنجمین جشن انجمن منتقدان و نویسندگان سینمایی در سال ۱۳۹۰ معرفی شد. آیدا پناهنده در بخش جایزه خلاقیت و استعداد درخشان ویژه سینماگران جوان و فیلم اولی، در کنار نگار آذربایجانی برای کارگردانی فیلم «آینه‌های روبه‌رو»، امیر ثقفی برای «مرگ کسب و کار من است»، هومن سیدی برای «آفریقا» و فردین صاحب الزمانی برای «چیزهایی هست که نمی‌دانی» به عنوان نامزد دریافت جایزه معرفی شد. این فیلم در بخش مسابقه جشنواره فیلم شهر در سال ۱۳۹۰ حضور داشت.

## بازیگران فیلم
هومن سیدی و حدیث میرامینی بازیگران اصلی این فیلم هستند.

## داستان فیلم
مردی به نام داوود (با بازی هومن سیدی) که صدابردار تلویزیون است، بنا به دلایلی مجبور می‌شود که صدای یک قمری را ضبط کند اما در این حین، با مشکلات بی شماری رو به رو می‌شود …

## کارگردان فیلم
آیدا پناهنده فارغ‌التحصیل رشته فیلمبرداری در مقطع کارشناسی و سینما در مقطع کارشناسی ارشد از دانشکده سینما و تئاتر است. قصه داوود و قمری اولین تجربه آیدا پناهنده در زمینه کارگردانی فیلم تلویزیونی است. او فیلم‌های کوتاه آن دست‌ها، روشنایی‌های شهر، تاج‌خروس، گلدان‌های زمستانی و مستندهای ایراندخت و خانه قمرخانم را کارگردانی کرده‌است.
آیدا پناهنده در بخش نگاه نو جشنواره بین‌المللی فیلم کوتاه تهران در سال ۱۳۸۴ جایزه بهترین فیلم کوتاه را برای فیلم آن دست‌ها از آن خود کرد.
همچنین او برندهٔ دیپلم افتخار بهترین فیلمنامه کوتاه داستانی برای فیلم روشنایی‌های شهر، در جشنواره بین‌المللی فیلم کوتاه تهران (سال ۱۳۸۶) شد. پناهنده برندهٔ جایزه بهترین فیلم کوتاه داستانی برای فیلم تاج خروس در دوازدهمین جشن خانه سینما (اولین جشن مستقل فیلم کوتاه-۱۳۸۷) شده و در همان سال برای فیلم تاج خروس دو جایزه بهترین کارگردانی و بهترین استعداد جوان را درجشنواره بین‌المللی فیلم کوتاه تهران (۱۳۸۷) دریافت کرد.